# Општина Чилапа де Алварез (Гереро)
Чилапа де Алварез (шп. Chilapa de Álvarez) општина је у Мексику у савезној држави Гереро. Општина се налази на надморској висини од 1400 м.

## Становништво
Према подацима из 2010. у општини је живело 120790 становника.

### Хронологија
| Година       | 2000                   | 2005                   | 2010                   |
| ------------ | ---------------------- | ---------------------- | ---------------------- |
| Становништво | 102853 (48724 / 54129) | 105146 (50141 / 55005) | 120790 (57940 / 62850) |

### Попис
| \| \| м \| \| \| ж \| \| 0—2 \| 4.425 \| \| \| 4.336 \| \| 3—5 \| 4.410 \| \| \| 4.504 \| \| 6—11 \| 9.955 \| \| \| 9.758 \| \| 12—14 \| 4.539 \| \| \| 4.669 \| \| 15—17 \| 4.272 \| \| \| 4.474 \| \| 18—24 \| 6.921 \| \| \| 7.737 \| \| 60+ \| 4.534 \| \| \| 5.475 \| \| Просек : \| 24,9 \| \| \| 26,2 \| |       |  |  |       |
| |       |  |  |       |
| | м     |  |  | ж     |
| 0—2 | 4.425 |  |  | 4.336 |
| 3—5 | 4.410 |  |  | 4.504 |
| 6—11 | 9.955 |  |  | 9.758 |
| 12—14 | 4.539 |  |  | 4.669 |
| 15—17 | 4.272 |  |  | 4.474 |
| 18—24 | 6.921 |  |  | 7.737 |
| 60+ | 4.534 |  |  | 5.475 |
| Просек : | 24,9  |  |  | 26,2  |

| #   | Индикатор                                                                                        | Вредност |
| --- | ------------------------------------------------------------------------------------------------ | -------- |
| 1   | Становништво од 0 до 2 године                                                                    | 8761     |
| 2   | Мушко становништво од 0 до 2 године                                                              | 4425     |
| 3   | Женско становништво од 0 до 2 године                                                             | 4336     |
| 4   | Становништво са 3 и више година                                                                  | 111717   |
| 5   | Мушко становништво са 3 и више година                                                            | 53359    |
| 6   | Женско становништво са 3 и више година                                                           | 58358    |
| 7   | Становништво са 5 и више година                                                                  | 105782   |
| 8   | Мушко становништво са 5 и више година                                                            | 50437    |
| 9   | Женско становништво са 5 и више година                                                           | 55345    |
| 10  | Становништво са 12 и више година                                                                 | 83090    |
| 11  | Мушко становништво са 12 и више година                                                           | 38994    |
| 12  | Женско становништво са 12 и више година                                                          | 44096    |
| 13  | Становништво са 15 и више година                                                                 | 73882    |
| 14  | Мушко становништво са 15 и више година                                                           | 34455    |
| 15  | Женско становништво са 15 и више година                                                          | 39427    |
| 16  | Становништво са 18 и више година                                                                 | 65136    |
| 17  | Мушко становништво са 18 и више година                                                           | 30183    |
| 18  | Женско становништво са 18 и више година                                                          | 34953    |
| 19  | Становништво од 3 до 5 година                                                                    | 8914     |
| 20  | Мушко становништво од 3 до 5 година                                                              | 4410     |
| 21  | Женско становништво од 3 до 5 година                                                             | 4504     |
| 22  | Становништво од 6 до 11 година                                                                   | 19713    |
| 23  | Мушко становништво од 6 до 11 година                                                             | 9955     |
| 24  | Женско становништво од 6 до 11 година                                                            | 9758     |
| 25  | Становништво од 8 до 14 година                                                                   | 22661    |
| 26  | Мушко становништво од 8 до 14 година                                                             | 11289    |
| 27  | Женско становништво од 8 до 14 година                                                            | 11372    |
| 28  | Становништво од 12 до 14 година                                                                  | 9208     |
| 29  | Мушко становништво од 12 до 14 година                                                            | 4539     |
| 30  | Женско становништво од 12 до 14 година                                                           | 4669     |
| 31  | Становништво од 15 до 17 година                                                                  | 8746     |
| 32  | Мушко становништво од 15 до 17 година                                                            | 4272     |
| 33  | Женско становништво од 15 до 17 година                                                           | 4474     |
| 34  | Становништво од 18 до 24 године                                                                  | 14658    |
| 35  | Мушко становништво од 18 до 24 године                                                            | 6921     |
| 36  | Женско становништво од 18 до 24 године                                                           | 7737     |
| 37  | Женско становништво од 15 до 49 година                                                           | 30087    |
| 38  | Становништво са 60 и више година                                                                 | 10009    |
| 39  | Мушко становништво са 60 и више година                                                           | 4534     |
| 40  | Женско становништво са 60 и више година                                                          | 5475     |
| 41  | Однос између мушкараца и жена                                                                    | 92.19    |
| 42  | Становништво од нуле до 14 година                                                                | 46596    |
| 43  | Становништво од 15 до 64 године                                                                  | 66531    |
| 44  | Становништво од 65 година и више                                                                 | 7351     |
| 45  | Просечан број деце                                                                               | 2.99     |
| 46  | Становништво рођено у ентитету                                                                   | 117573   |
| 47  | Мушко становништво рођено у ентитету                                                             | 56357    |
| 48  | Женско становништво рођено у ентитету                                                            | 61216    |
| 49  | Становништво рођено у другом ентитету                                                            | 2261     |
| 50  | Мушко становништво рођено у другом ентитету                                                      | 1096     |
| 51  | Женско становништво рођено у другом ентитету                                                     | 1165     |
| 52  | Становништво од 5 година и више резидентно у ентитету у јуну 2005. године                        | 103218   |
| 53  | Мушко становништво старосног доба од 5 година и више, резидентно у ентитету у јуну 2005. године  | 48905    |
| 54  | Женско становништво старосног доба од 5 и више година, резидентно у ентитету у јуну 2005. године | 54313    |
| 55  | Становништво од 5 година и више које је живело у другом ентитету у јуну 2005. године             | 1149     |
| 56  | Мушко становништво старије од 5 година које је живело у другом ентитету у јуну 2005. године      | 610      |
| 57  | Женско становништво старије од 5 година које је живело у другом ентитету у јуну 2005. године     | 539      |
| 58  | Становништво од 3 године и више које говори аутохтони језик                                      | 33359    |
| 59  | Мушко становништво старо 3 године и више које говори аутохтони језик                             | 16007    |
| 60  | Женско становништво старо 3 године и више које говори аутохтони језик                            | 17352    |
| 61  | Становништво од 3 године и више које говори аутохтони језик и не говори шпански језик            | 10828    |
| 62  | Мушко становништво старо 3 године и више које говори аутохтони језик и не говори шпански         | 4581     |
| 63  | Женско становништво старо 3 године и више које говори аутохтони језик и не говори шпански језик  | 6247     |
| 64  | Становништво старо 3 године и више које говори аутохтони језик и шпански                         | 21848    |
| 65  | Мушко становништво старо 3 године и више које говори аутохтони језик и шпански                   | 11144    |
| 66  | Женско становништво старо 3 године и више које говори аутохтони језик и шпански                  | 10704    |
| 67  | Становништво од 5 година и више које говори аутохтони језик                                      | 31931    |
| 68  | Становништво од 5 година и више које говори аутохтони језик и не говори шпански језик            | 9851     |
| 69  | Становништво од 5 година и више које говори аутохтони језик и говори шпански језик               | 21419    |
| 70  | Становништво у домородачким домаћинствима                                                        | 44091    |
| 71  | Становништво са ограничењима у активностима                                                      | 3206     |
| 72  | Становништво са ограниченим ходањем или кретањем, горе или доле                                  | 1701     |
| 73  | Становници са ограничењима вида, чак и уз кориштење сочива                                       | 759      |
| 74  | Становништво са ограничењима говора, комуникације или конверзације                               | 355      |
| 75  | Становништво са ограниченим слухом                                                               | 465      |
| 76  | Становништво са ограничењима при одевању, купању или јелу                                        | 150      |
| 77  | Становништво са ограничењима у опажању или учењу једноставних ствари                             | 116      |
| 78  | Становништво са менталним ограничењима                                                           | 288      |
| 79  | Становништво без ограничења активности                                                           | 116134   |
| 80  | Становништво од 3 до 5 година које не похађа школу                                               | 3674     |
| 81  | Мушко становништво од 3 до 5 година које не похађа школу                                         | 1819     |
| 82  | Женско становништво од 3 до 5 година које не похађа школу                                        | 1855     |
| 83  | Становништво од 6 до 11 година које не похађа школу                                              | 1360     |
| 84  | Мушко становништво од 6 до 11 година које не похађа школу                                        | 691      |
| 85  | Женско становништво од 6 до 11 година које не похађа школу                                       | 669      |
| 86  | Становништво од 12 до 14 година које не похађа школу                                             | 1500     |
| 87  | Мушко становништво од 12 до 14 година које не похађа школу                                       | 696      |
| 88  | Женско становништво од 12 до 14 година које не похађа школу                                      | 804      |
| 89  | Становништво од 15 до 17 година похађа школу                                                     | 4055     |
| 90  | Мушко становништво од 15 до 17 година похађа школу                                               | 1969     |
| 91  | Женско становништво између 15 и 17 година живота у школи                                         | 2086     |
| 92  | Становништво од 18 до 24 године похађа школу                                                     | 2029     |
| 93  | Мушко становништво од 18 до 24 године похађа школу                                               | 946      |
| 94  | Женско становништво од 18 до 24 године похађа школу                                              | 1083     |
| 95  | Становништво од 8 до 14 година које не може да чита и пише                                       | 4636     |
| 96  | Мушко становништво старосног доба од 8 до 14 година које не може да чита и пише                  | 2434     |
| 97  | Женско становништво старосног доби од 8 до 14 година које не може да чита и пише                 | 2202     |
| 98  | Становништво од 15 година и више које је неписмено                                               | 23322    |
| 99  | Мушко становништво од 15 година и више које је неписмено                                         | 9112     |
| 100 | Женско становништво од 15 година и више које је неписмено                                        | 14210    |
| 101 | Становништво старо 15 и више година без школовања                                                | 21440    |
| 102 | Мушко становништво старо 15 и више година без школовања                                          | 8481     |
| 103 | Женско становништво старо 15 и више година без школовања                                         | 12959    |
| 104 | Становништво старосног доба 15 и више година са непотпуним основним образовањем                  | 13272    |
| 105 | Мушко становништво старосног доба од 15 година и више са непотпуном основним образовањем         | 6747     |
| 106 | Женско становништво старосног доба 15 и више година са непотпуном основним образовањем           | 6525     |
| 107 | Становништво старо 15 и више година са комплетним основним образовањем                           | 14441    |
| 108 | Мушко становништво старо 15 година и више са комплетним основним образовањем                     | 7184     |
| 109 | Женско становништво старо 15 и више година са комплетним основним образовањем                    | 7257     |
| 110 | Становништво старосног доба 15 и више година са непотпуним средњим образовањем                   | 3788     |
| 111 | Мушко становништво старосног доба од 15 година и више са непотпуним средњим образовањем          | 2009     |
| 112 | Женско становништво старосног доба од 15 година и више са непотпуним средњим образовањем         | 1779     |
| 113 | Становништво старо 15 и више година са пуним секундарном образовањем                             | 9383     |
| 114 | Мушко становништво старосног доба од 15 година и више са пуним секундарном образовањем           | 4623     |
| 115 | Женско становништво старосног доба од 15 година и више са пуним секундарном образовањем          | 4760     |
| 116 | Становништво старије од 18 година са постосновним образовањем                                    | 10101    |
| 117 | Мушко становништво старије од 18 година са постосновним образовањем                              | 4771     |
| 118 | Женско становништво старије од 18 година са постосновним образовањем                             | 5330     |
| 119 | Просечна оцена школовања                                                                         | 5.24     |
| 120 | Просечан ниво образовања мушке популације                                                        | 5.5      |
| 121 | Просечан ниво образовања женског становништва                                                    | 5.01     |
| 122 | Економски активно становништво                                                                   | 40933    |
| 123 | Економски активна мушка популација                                                               | 30245    |
| 124 | Економски активна женска популација                                                              | 10688    |
| 125 | Становништво које није економски активно                                                         | 41570    |
| 126 | Мушко становништво које није економски активно                                                   | 8465     |
| 127 | Женско становништво које није економски активно                                                  | 33105    |
| 128 | Запослено становништво                                                                           | 39829    |
| 129 | Запослено мушко становништво                                                                     | 29232    |
| 130 | Запослено женско становништво                                                                    | 10597    |
| 131 | Незапослена популација                                                                           | 1104     |
| 132 | Незапослена мушка популација                                                                     | 1013     |
| 133 | Незапослена женска популација                                                                    | 91       |
| 134 | Становништво без права на здравствене услуге                                                     | 66165    |
| 135 | Становништво које има право на здравствене услуге                                                | 53943    |
| 136 | Становништво које има право на ИМСС                                                              | 1899     |
| 137 | Становништво које има право на социјално осигурање                                               | 5864     |
| 138 | Становништво које има право на државно социјално осигурање                                       | 268      |
| 139 | Становништво које има право на опште осигурање или здравствено осигурање за нову генерацију      | 45080    |
| 140 | Становништво које је било једном или није било у браку током 12 година и више                    | 28898    |
| 141 | Венчано или уједињено становништво од 12 година и више                                           | 47542    |
| 142 | Становништво које је било у браку или уједињено 12 година и више                                 | 6457     |
| 143 | Становништво са католичком религијом                                                             | 110240   |
| 144 | Протестанти, еванђелисти и библијски следбеници различити од еванђелиста                         | 7552     |
| 145 | Становништво са другим религијама различитим од претходних                                       | 332      |
| 146 | Становништво без религије                                                                        | 689      |
| 147 | Укупно пописаних домаћинства                                                                     | 25817    |
| 148 | Пописна домаћинства на челу са мушкарцима                                                        | 19492    |
| 149 | Пописна домаћинства на челу са женама                                                            | 6325     |
| 150 | Становништво у пописним домаћинствима                                                            | 120255   |
| 151 | Становништво у пописним домаћинствима на челу са мушкарцима                                      | 96511    |
| 152 | Становништво у пописним домаћинствима на челу са женама                                          | 23744    |
| 153 | Укупно домаћинстава                                                                              | 31557    |
| 154 | Укупно насељених домаћинстава                                                                    | 25917    |
| 155 | Укупно приватних кућа                                                                            | 31457    |
| 156 | Насељени приватни домови                                                                         | 25817    |
| 157 | Укупно насељених приватних кућа                                                                  | 25911    |
| 158 | Ненасељене приватне куће                                                                         | 3077     |
| 159 | Појединачна домаћинства за привремену употребу                                                   | 2563     |
| 160 | Становници у насељеним приватним кућама                                                          | 120255   |
| 161 | Насељеност станара у приватним становима                                                         | 4.66     |
| 162 | Просечно становника по соби у приватним насељеним домаћинствима                                  | 1.79     |
| 163 | Појединачна домаћинства са подовима од различитих материјала од земље                            | 20048    |
| 164 | Појединачна домаћинства у приземљу                                                               | 5643     |
| 165 | Појединачна домаћинства са једном спаваћом собом                                                 | 16003    |
| 166 | Појединачна домаћинства са две спаваће собе и више                                               | 9721     |
| 167 | Појединачна домаћинства са једним собом                                                          | 5004     |
| 168 | Појединачна домаћинства са две собе                                                              | 9490     |
| 169 | Појединачна домаћинства са 3 собе и више                                                         | 11203    |
| 170 | Појединачна домаћинства која имају електрично светло                                             | 24396    |
| 171 | Појединачна домаћинства која немају електрично светло                                            | 1292     |
| 172 | Појединачна домаћинства која имају водоводну воду у стамбеном простору                           | 10435    |
| 173 | Појединачна домаћинства која немају водоводну воду у стамбеном простору                          | 15242    |
| 174 | Појединачна домаћинства која имају тоалет                                                        | 16660    |
| 175 | Појединачна домаћинства која имају канализацију                                                  | 14968    |
| 176 | Појединачна домаћинства која немају канализацију                                                 | 10664    |
| 177 | Појединачна домаћинства која имају електрично светло, довод воде из јавне мреже и канализацију   | 7223     |
| 178 | Појединачна домаћинства без икаквих услова                                                       | 4601     |
| 179 | Појединачна домаћинства која имају радио                                                         | 14258    |
| 180 | Појединачна домаћинства која имају телевизор                                                     | 17871    |
| 181 | Појединачна домаћинства која имају фрижидер                                                      | 11646    |
| 182 | Појединачна домаћинства која имају машину за веш                                                 | 3815     |
| 183 | Појединачна домаћинства која имају аутомобил или комби                                           | 2966     |
| 184 | Појединачна домаћинства која имају рачунар                                                       | 2119     |
| 185 | Појединачна домаћинства која имају фиксну телефонску линију                                      | 4582     |
| 186 | Појединачна домаћинства која имају мобилни телефон                                               | 7462     |
| 187 | Појединачна домаћинства која имају приступ интернету                                             | 1212     |